# 学園パトロール フィルモア
『学園パトロール フィルモア』（がくえんパトロール フィルモア、原題：Fillmore!）は、ディズニー社製作のアメリカ製アニメ。
アメリカでは2002年にABC放送で放映された。日本ではディズニーチャンネルで放送された後、2005年12月にトゥーン・ディズニーで放送開始された。全2シーズン。また､日本ではディズニーXDがリニューアルされた以降は放送されていない。
警察ドラマをベースとして絶妙にスケールダウンさせた作風と、学園パトロールながら元は不良と言う主役2人を始めとした個性豊かな登場人物、学校に警備組織を置く等の斬新な設定が特徴。

## 物語
ミネソタ州にあるX中学校のパトロール部隊に所属している男子生徒フィルモアは、相棒のイングリッドや仲間達と共に学園内で起きる様々な事件に立ち向かう。

## 登場人物
コーネリアス・フィルモア (Cornelius Fillmore)
声 - 白鳥哲 / 英 - オーランド・ブラウン
本作の主人公である、X中学校在籍の男子中学生。基本的に周囲からは名字のフィルモアで呼ばれることが多く、事実上のあだ名となっている。学園パトロールの実質的リーダーでありその腕は一目置かれている（ヴァリエホという上司はいる）。ペットが死んだら、次は飼わないと言ったり、元相棒のウェインが転校した後は相棒を迎えないなど、非常に頑固な性格（ただし、先の2つは撤回している）。元は有名なワルだったが、パトロール入隊と共に更生した。眼鏡をかけており、目は描かれていない。事件の核心に触れたときに「ビンゴ」と言うのが口癖。家族構成は父、母、ペットの犬。
イングリッド・サード (Ingrid Third)
声 - 片岡身江 / 英 - タラ・ストロング
本作のヒロインでフィルモアの相棒の女子生徒。基本的に周囲からはファーストネームのイングリットで呼ばれている。黒色のワンピースと黒髪のボブカットが特徴かつ、成績優秀で、常に冷静な立ち振る舞いと鋭い目つきなどの印象から誤解されやすく、フィルモアやパトロール部隊のメンバーとの交友は深くないが、愛想は良く非常に気さくで明朗活発な性格であり、自分を罠にはめた1人であるにもかかわらず危機に瀕したバットを救助しようとするなど根は優しい。他校の転校生であったが、前の学校でも酷い目にあったことから、最初は自暴自棄だった。X中学校では彼女の秀才振りを妬んだブラッドに罠にはめられ、危うく退学させられるところだったが、フィルモアのおかげで免れパトロールに入隊する。ゆえにフィルモアには一目置いている。彼女も元はフィルモアに負けないほどのワルだったらしい（作中でも、過去に更生施設にいたことが示唆されている）。アニメや漫画に詳しい。家族に姉と父親がいる。
ホレイショ・ヴァリエホ (Horatio　Vallejo)
声 - 山﨑秀樹 / 英 - ホレイショ・サンズ
学園パトロールのジュニアコミッショナー。フィルモアやイングリッドの上司であり、2人の失態についてしばしば校長から叱責を受けており、そのストレスの反動でココアを愛飲している（刑事ドラマで言うコーヒー・タバコの位置づけ）。命令を聞かないフィルモアに対して停学を持ち出したり、別の職務を強いたりするなど、やや強引な一面がある物の、飼っていた金魚の死に打ちひしがれているフィルモアに新しい金魚を譲ろうとするなど根は後輩思いである。
ダニー・オ・ファーレル (Danny O'Farrell)
声 - 渡部洋 / 英 - カイル・サリヴァン
男性捜査員。捜査らしい捜査をしている様子はなく、カメラを片手に事件の記録をしている。母親離れが出来ないなど、非常にドジな性格。
カレン・テハマ (Karen Tehama)
声 - / 英 - ローレン・トム
女性捜査員。科学捜査も兼任しておりわりと出演回数が多い。
ジョセフ・アンザ (Joseph Anza)
声 - / 英 - ダニー・タンバレリ
男性捜査員。テハマとペアで活動することが多い。
ブラッド・パーネイサス
イングリッドの前にフィルモアの2代目パートナーとされていた人物。大学入学に有利な成績・経歴を作ろうとしている。イングリッドが来る前は学園一の秀才だったが、イングリッドが来ることでその座を追われることを恐れ、イングリッドに濡れ衣を着せて退学させようとした。フィルモアのおかげでイングリッドの潔白は証明されたが、彼は校長たちの覚えが良かったため、潔白とされて罪に問われることはなかった。パトロールは辞め、今でもフィルモア達とは仲が悪い。
バット・グラタン
ブラッドの子分。子分だがブラッドより大柄。力持ちで頭が弱い典型的なキャラクター。ブラッドの言うがままにイングリッドの事件の黒幕とされてしまう。
ドーン・フォルサム校長 (Dawn S. Folsom)
声 - 八十川真由野 / 英 - ウェンディ・マリック
X中学校の校長を務める女性教員。フィルモアやイングリッドを信頼しているが、同時に彼等の暴れっぷりには頭を抱えている。校内を車で移動している。39歳だったが第8話で40歳の誕生日を迎えた。だが、肝心の誕生日パーティーはフィルモア達に滅茶苦茶にされてしまった。ヴァリエホと同様やや気難しいが、教師の愛犬の手術代を出したり、生徒の要望を聞き入れ教師に注意したりするなど、本来は非常に生徒思いな人物。動物や虫などに異常なまでに深い愛情を持っている。
レイクリフ教頭 (Raycliff)
声 - 大黒和広 / 英 - ジェフ・プロプスト
フォルサム校長の側近。彼女が登場する回はほぼ登場する。校長のいいパートナーであり、よくコントの様なやりとりをしている。また、校長の性格は熟知している。船酔いしやすい体質。
ナレーター
声 - / 英 - ドン・ラフォンティーヌ

## 放送リスト
※1話をACTと呼ばれるサブタイトルで3段階に分けている。
1. 『落書き犯を追え!』
  - ACT1「水に流された真実」
  - ACT2「汚された正義」
  - ACT3「赤い手を捕まえろ!」
2. 『バーチャルペットを救え!』 
  - ACT1「消えたバーチャルペット]
  - ACT2「ドゥアピーはどこに?」
  - ACT3「ドゥアピーの逆襲」
3. 『盗まれたテストを探せ!』 
  - ACT1「犯人は学校のマスコットロブスター君?」
  - ACT2「解答用紙はどこに?」
  - ACT3「最終試験」
4. 『こうしてイングリッドは仲間になった』
  - ACT1「イングリッド転校してくる」
  - ACT2「イングリッド犯人にされる」
  - ACT3「イングリッド絶体絶命」
5. 『ロブスター誘拐事件!』
  - ACT1「お祭りの出来事」
  - ACT2「超能力者の挑戦」
  - ACT3「ロブスターはどこに?」
6. 『消えた本を探せ!』
  - ACT1「期限の切れた正義」
  - ACT2「過去のあやまち」
  - ACT3「新しい未来への一歩」
7. 『初めての潜入捜査』
  - ACT1「潜入捜査のイロハ」
  - ACT2「ミイラ取りがミイラに」
  - ACT3「絆の崩壊」
8. 『狙われた鉄道模型展』
  - ACT1「栄光への道」
  - ACT2「テロリストを探せ!」
  - ACT3「終着駅に向かえ!」
9. 『雪に埋もれた信頼』 
  - ACT1「白い方程式」
  - ACT2「大雪の中の学校で」
  - ACT3「誇りの足音」
10. 『キックボード強盗団をとらえろ』
  - ACT1「廊下は走るな!」
  - ACT2「エンジン全開」
  - ACT3「スティング・レイの正体とは?」
11. 『絵に秘められた謎を解け!』
  - ACT1「いたずら描きされた名画」
  - ACT2「確率は7分の1」
  - ACT3「秘められた動機」
12. 『君は過去を精算できるか?』
  - ACT1「協力者は昔のワル仲間」
  - ACT2「陰謀の香り」
  - ACT3「癒すことのできない古傷」
13. 『ダンスパートナーを疑え!』
  - ACT1「盗まれたブルーマーク」
  - ACT2「深まる疑惑」
  - ACT3「ダンスは二度と踊れない」
14. 『チェックメイト!』 
  - ACT1「狙われたチェスプレイヤー」
  - ACT2「怪しいビショップ」
  - ACT3「追いつめられたキング」
15. 『マジック大作戦!』
  - ACT1「消えたロボット犬」
  - ACT2「マジシャンの掟」
  - ACT3「本当に大事なものとは?」
16. 『旧友のピンチを救え!』
  - ACT1「友をたずねて三千里」
  - ACT2「古い友と新たな敵」
  - ACT3「地の底からのS.O.S.」
17. 『19番ホールは地獄の入り口』
  - ACT1「風車の裏に潜む黒い影」
  - ACT2「立ちはだかる過去」
  - ACT3「償いの一打」
18. 『外交特権は密の味』
  - ACT1「カナダからの贈り物」
  - ACT2「流れ出したシロップ」
  - ACT3「ほろ苦い結末」
19. 『シュレッダー犯を追え!』
  - ACT1「紙吹雪の謎」
  - ACT2「昨日の友は今日の敵」
  - ACT3「救いの手」
20. 『ガラスの絆』 
  - ACT1「SFファンの夢」
  - ACT2「真実の破片」
  - ACT3「裏切りの代償」
21. 『ゲーム泥棒を追え!』
  - ACT1「連鎖反応にご用心」
  - ACT2「芸術的な犯行」
  - ACT3「カーテン・コール」
22. 『名門チェスナッツ家の兄弟』
  - ACT1「パトロール隊デビュー」
  - ACT2「闇に光る真実」
  - ACT3「偽りの夢」
23. 『コードネームは'エレクトリック・ヘアカット』
  - ACT1「消えたチアリーダー」
  - ACT2「真実までの道のり」
  - ACT3「解決へのカウントダウン」
24. 『復讐するは誰にあり』
  - ACT1「積もり積もった恨みが弾ける時」
  - ACT2「いじめっ子がいじめられっ子に」
  - ACT3「復讐する者の誤算」
25. 『学外捜査は危険がいっぱい!』
  - ACT1「タランチュラ暗殺未遂事件」
  - ACT2「外出許可証を持って」
  - ACT3「本当の自分とは?」
26. 『救世主は嫌われ者』
  - ACT1:「巧妙に仕組まれた罠」
  - ACT2:「嫌われ者の生きる道」
  - ACT3:「迫り来る審判の時」

## 日本語版制作スタッフ
- 翻訳 - ?
- 演出 - ?
- 調整 - 新島次郎（スタジオ・エコー）[2]
- 録音制作 - ?